# Duncan Campbell Napier
Duncan Campbell Napier (vers 1788 - 1865) est un officier et administrateur colonial britannique. Il fut un fonctionnaire secrétaire des affaires indiennes du Bas-Canada de 1812 à 1857, date à laquelle le Grande-Bretagne se retirera des affaires indiennes au Canada et les céda à la Province du Canada.

## Carrière
Sa carrière fut accomplit presque entièrement au Canada. Il fut parfois affecté a Montréal et parfois à  
Québec; officier militaire et responsable des affaires indiennes pour le Bas-Canada; il fut le fonctionnaire principal du Bas-Canada pendent 32 ans. Comme les villages ou les missions catholiques étaient concédées sous le Régime seigneurial de la Nouvelle-France, le statut des habitants de ces missions étaient complètement différents de ceux du Haut-Canada qui étaient sous la responsabilité anglaise depuis 1800. Les missionnaires  catholiques avaient agi comme  prêtres et agents des affaires indiennes. Après 1763 les anglais avaient hérité d'un système qui remontait au passé français de la colonie. Napier laissa le système en place; une bonne partie des indiens a donc continué leur mode de vie semi-nomade de chasse et pêche comme leurs ancêtres. En 1857, la Province du Canada ou Canada-Uni (1841-1868), adopte l'Acte pour encourager la civilisation graduelle, l'ancêtre législatif de la Loi sur les Indiens.